# いとうまゆ
いとう まゆ（本名：伊藤 美帆、1980年4月11日 - ）は、日本のダンスインストラクター、タレント、振付師。ベンヌ所属。既婚で、子供あり。
2005年（平成17年）4月から2012年（平成24年）3月までの7年間、NHK教育の「おかあさんといっしょ」で『ズーズーダンス』→『ゴッチャ!』のおねえさん（4代目身体表現のおねえさん）を務めた。

## 来歴
東京都生まれ。父の転職により、小学校6年生（1992年）から秋田県に移住。秋田県立秋田高等学校を経て、2003年（平成15年）筑波大学体育専門学群卒業。卒論は『ダンスにおける胴体トレーニングの効果に関する研究』。2005年（平成17年）4月から2012年（平成24年）3月までの7年間、NHK教育の「おかあさんといっしょ」で『ズーズーダンス』→『ゴッチャ!』のおねえさん（4代目身体表現のおねえさん）を務めた。
共演したうたのおにいさんとうたのおねえさんは最初の3年間は第10代目の今井ゆうぞうと第19代目のはいだしょうこ、以降の4年間は第11代目の横山だいすけと第20代目の三谷たくみ。たいそうのおにいさんは第11代目の小林よしひさ。
「おかあさんといっしょ」で共演したはいだしょうこの実家が経営する ミュージカルアカデミー「ドリーム」 にて、ジャズダンス講師としても勤務している。
2015年（平成27年）2月7日、一般人男性と結婚したことを公表。9月15日に第1子となる長女を出産。
同時期にYouTubeにてチャンネル『まゆまめTV』を開設。また、『おかあさんといっしょ』出身者により結成されたグループ『けんこうらんど』にも参加している。
2023年、京都市の子育て応援アンバサダーに就任。
2024年、オリジナル曲「不思議なボタン」（作詞：いとうまゆ、作曲/編曲：中村タイチ）を発表。振り付けなど制作全般の指揮を執り、ミュージックビデオには宇治幼稚園の子供たちなど京都市の人々が参加している。

### 『ズーズーダンス』・『ゴッチャ!』のおねえさん
「おかあさんといっしょ」では、最初の2年間は動物の動きを激しく体で表現する『ズーズーダンス』を、2007年（平成19年）4月以降は『ゴッチャ!』を担当し、歴代の身体表現のおねえさんの中で唯一複数の身体表現コーナーを担当した。
2012年（平成24年）3月31日放送回の終盤に卒業の挨拶を行い、ポコポッテイトのキャラを含む出演者全員で『ゴッチャ!』の「時計」バージョンを踊った。
『ゴッチャ!』のダンスは4種類存在するが、その中で「くらげ」のバージョンは東日本大震災発生後の2011年（平成23年）3月14日放送分以降は廃止された。
卒業後は各地のイベントで「ブンバ・ボーン!」などを披露している。

## 人物
- 星座：おひつじ座
- 血液型：A型
- 身長：160 cm
- 趣味：読書、映画・舞台鑑賞
- 特技：よく食べること、英会話
- 長所：明るく活動的、時にのんびり
- 短所：そそっかしい
- 好きなスポーツ：バドミントン、卓球
- 好きな動物：うさぎ
- 資格：日本ベビーサイン協会 認定講師、ベビーサイン親善大使、胴体トレーニング指導員（一般社団法人胴体トレーニング協会認定）、日本腸内フローラ協会　腸内フローラリスト
- 身体表現のおねえさんで唯一の子役経験者である。
- はいだしょうことは現在も交流を続けている[8]。また、在籍期間は被っていないがつのだりょうことも家族ぐるみで交流がある。

## 過去の活動
- 1989年 - 1990年 NHK「うたって・ゴー」出演
- 2001年
  - J-Phone 東海 CF出演
  - SMAP×SMAP ストレスバンク（フジテレビ系列）出演
  - 尚美メディアアーツダンスコンテスト優勝
  - フジテレビ「笑う犬の冒険」振り付けアシスタント
- 2004年
  - TBS ドラマ「虹の彼方」振り付け、出演
  - 劇団☆新感線「髑髏城の七人アオドクロ」出演（伊藤美帆 名義）
- 2005年4月4日 - 2012年3月31日 NHK教育「おかあさんといっしょ」 4代目身体表現のおねえさん
  - 2019年8月15日放送の『60年スペシャル』にゲストとして出演。
- 2012年 - 2014年9月 BSフジ 「モジーズ＆YOU」振り付け
- 2012年
  - テレビ朝日「中居正広の怪しい噂の集まる図書館」出演
  - 関西テレビ「ココロの旅」出演
  - NHK BSプレミアム「ワンワンパッコロ!キャラともワールド」ゲスト出演
  - NHK「子育てガンバロ！コメディー」出演
  - DVD「いとうまゆの ぽっぷすてっぷダンシング」（DefSTAR RECORDS）
- 2013年
  - 主婦と生活社「いとうまゆのベビーサイン」DVD付ダンス
  - 主婦と生活社「週刊女性」エクササイズ特集ページ
  - 群馬テレビ ポチッとくん体操 「飛んでけ！ポチッとくん」振り付け
  - JOYのASOBU-TV JOYnt! ゲスト出演。
  - TBS「ジョブチューン アノ職業のヒミツぶっちゃけます!」出演
  - NHK BSプレミアム「ワンワンパッコロ!キャラともワールド」内「みんなDEどーもくん!」ゲスト出演
  - ふなっしーメジャーデビューシングル「ふな ふな ふなっしー♪」振り付け、出演
  - 小学館「ベビーブック」9月号のDVD付録 出演
  - 講談社「げんき」１0月号 保護者向け小冊子 「genki family」リラックス＆ストレッチ
  - NHK 『「子育てガンバロ！クイズSHOW」宇宙船ガンバロ号のWARP（ワープ）トラベル』出演
  - 読売テレビ 「カミングアウトバラエティ!! 秘密のケンミンSHOW」出演
  - 知育アプリ“じゃじゃじゃじゃん”「じゃじゃじゃじゃん体操」振り付け
- 2014年
  - 日本テレビ 「ママモコモてれび」出演
  - GCB47デビューシングル「きゃらきゃら天国」振り付け、コーラス、作詞、出演
  - ニコ生公式ch 「ももこの部屋」出演
  - テレビ朝日「関ジャニの仕分け∞」内「〜新柔軟女王 No.1決定戦〜」出演
  - ふなっしーセカンドシングル「ぶぎ ぶぎ ふなっしー♪」振り付け、出演
  - テレビ東京「実家に歩いて帰ろう2」出演
- 2016年
  - TBS「爆報!THEフライデー」出演
- 2017年
  - NHK総合「ROAD TO 紅白」出演
  - 「KUNOICHI2017」出演
- 2020年
  - 日本テレビ「クイズ!あなたは小学5年生より賢いの? 」出演

## その他の活動
- 2013年7月 - 「すきすき！ナットウスキー」（おかあさんといっしょ） 作詞・振付担当

## おかあさんといっしょ コンサート
| 公演   | タイトル                                                                            | 出演者（一部を除く） |
| ------ | ----------------------------------------------------------------------------------- | --- |
| 2005年 | マジカルトンネルツアー                                                              | 今井ゆうぞう、はいだしょうこ、小林よしひさ、いとうまゆ スプー、アネム、ズズ、ジャコビ |
| 2005年 | ドキドキ!みんなの宇宙旅行                                                           | 今井ゆうぞう、はいだしょうこ、小林よしひさ、いとうまゆ スプー、アネム、ズズ、ジャコビ、ガタラット 佐藤弘道、きよこ |
| 2006年 | ぐ〜チョコランタンとゆかいな仲間たち みんなであそぼ! 不思議な不思議なワンダーランド | 佐藤弘道、きよこ 今井ゆうぞう、はいだしょうこ、小林よしひさ、いとうまゆ スプー、アネム、ズズ、ジャコビ |
| 2006年 | ぼよよ〜んととびだせ! コンサート                                                    | 今井ゆうぞう、はいだしょうこ、小林よしひさ、いとうまゆ スプー、アネム、ズズ、ジャコビ、ガタラット ひなたおさむ、かまだみき、恵畑ゆう |
| 2006年 | おいでよ! びっくりパーティーへ                                                      | 今井ゆうぞう、はいだしょうこ、小林よしひさ、いとうまゆ スプー、アネム、ズズ、ジャコビ ひなたおさむ、かまだみき、恵畑ゆう |
| 2007年 | ぐ〜チョコランタンとゆかいな仲間たち ふしぎな森へようこそ!                          | 今井ゆうぞう、はいだしょうこ、小林よしひさ、いとうまゆ スプー、アネム、ズズ、ジャコビ ひなたおさむ、かまだみき、恵畑ゆう |
| 2007年 | マチガイがいっぱい!?                                                                | 今井ゆうぞう、はいだしょうこ、小林よしひさ、いとうまゆ スプー、アネム、ズズ、ジャコビ |
| 2007年 | さがそう!3つのプレゼント                                                            | 今井ゆうぞう、はいだしょうこ、小林よしひさ、いとうまゆ スプー、アネム、ズズ、ジャコビ |
| 2008年 | みんなおいでよ!うたのパレード                                                       | 今井ゆうぞう、はいだしょうこ、小林よしひさ、いとうまゆ スプー、アネム、ズズ、ジャコビ ひなたおさむ、かまだみき、恵畑ゆう |
| 2008年 | ともだち はじめて はじめまして!                                                     | 横山だいすけ、三谷たくみ、小林よしひさ、いとうまゆ スプー、アネム、ズズ、ジャコビ、ガタラット 今井ゆうぞう、はいだしょうこ |
| 2008年 | おまつりコンサートをすりかえろ!                                                     | 横山だいすけ、三谷たくみ、小林よしひさ、いとうまゆ スプー、アネム、ズズ、ジャコビ、ガタラット ひなたおさむ、かまだみき、恵畑ゆう |
| 2009年 | モノランモノランこんにちは!                                                         | 横山だいすけ、三谷たくみ、小林よしひさ、いとうまゆ ライゴー、スイリン、プゥート |
| 2009年 | ETV50 キャラクター大集合 とどけ!みんなの元気パワー 〜輝け!こども番組元気だ!大賞〜   | 横山だいすけ、三谷たくみ、小林よしひさ、いとうまゆ ライゴー、スイリン、プゥート ワンワン、ことちゃん、エリック、ジェニー、ケボ、モッチ ワクワクさん、ゴロリ コニちゃん（東京公演のみ）、おおたか静流（大阪公演のみ） ゆい、つばさ、りか、りょうたろう ストレッチマン、あやめちゃん、まいん、どーもくん （VTR出演）こんどん、みのぽー、てれび戦士、ジュモクさん （VTR出演）アキラ、アリア、スコア、フラット、シャープ （VTR出演）おじゃる丸、スイちゃん、コッシー、サボさん |
| 2009年 | 星空のメリーゴーラウンド 〜50周年記念コンサート〜                                   | 横山だいすけ、三谷たくみ、小林よしひさ、いとうまゆ ライゴー、スイリン、プゥート ひなたおさむ、かまだみき、恵畑ゆう スプー、アネム、ズズ、ジャコビ 眞理ヨシコ、田中星児 坂田おさむ、神崎ゆう子、速水けんたろう、茂森あゆみ 杉田あきひろ、今井ゆうぞう、はいだしょうこ 天野勝弘、佐藤弘道 じゃじゃまる、ぴっころ、ぽろり |
| 2010年 | 青空ワンダーランド                                                                  | 横山だいすけ、三谷たくみ、小林よしひさ、いとうまゆ ライゴー、スイリン、プゥート ひなたおさむ、かまだみき、恵畑ゆう スプー、アネム、ズズ、ジャコビ |
| 2010年 | モノランモノランとくもの木                                                          | 横山だいすけ、三谷たくみ、小林よしひさ、いとうまゆ ライゴー、スイリン、プゥート |
| 2010年 | 森の音楽レストラン                                                                  | 横山だいすけ、三谷たくみ、小林よしひさ、いとうまゆ ライゴー、スイリン、プゥート 速水けんたろう、かまだみき |
| 2011年 | おいでよ!夢の遊園地                                                                 | 横山だいすけ、三谷たくみ、小林よしひさ、いとうまゆ ライゴー、スイリン、プゥート ワンワン （VTR出演）ゆうくん ひなたおさむ、かまだみき スプー、アネム、ズズ、ジャコビ |
| 2011年 | ぽていじまへようこそ!                                                               | 横山だいすけ、三谷たくみ、小林よしひさ、いとうまゆ ムテ吉、ミーニャ、メーコブ ララパ、ゾウガメのちょうろうさま アオアシカツオドリのゆうびんやさん |
| 2011年 | どうする!どうなる?ごちそうまつり                                                    | 横山だいすけ、三谷たくみ、小林よしひさ、いとうまゆ ムテ吉、ミーニャ、メーコブ |
| 2012年 | みんないっしょに!ファン ファン スマイル                                             | 横山だいすけ、三谷たくみ、小林よしひさ、上原りさ ムテ吉、ミーニャ、メーコブ ワンワン、パックン、リン、コロン 坂田おさむ、いとうまゆ、じゃじゃまる、ぴっころ、ぽろり |

## ディスコグラフィー

### ビデオ・DVD
- 「NHKおかあさんといっしょ スペシャルステージ ぐ〜チョコランタンとゆかいな仲間たち みんなであそぼ! 不思議な不思議なワンダーランド」2006年6月7日
- 「NHKおかあさんといっしょ ファミリーコンサート おいでよ! びっくりパーティーへ」2007年2月7日
- 「NHKおかあさんといっしょ スペシャルステージ ぐ〜チョコランタンとゆかいな仲間たち ふしぎな森へようこそ!!」2007年6月6日
- 「NHKおかあさんといっしょ ファミリーコンサート さがそう!3つのプレゼント」2008年2月6日
- 「NHKおかあさんといっしょ スペシャルステージ ぐ〜チョコランタンとゆかいな仲間たち みんなおいでよ!うたのパレード」2008年6月4日
- 「NHKおかあさんといっしょ ファミリーコンサート ともだち はじめて はじめまして!」2008年8月6日
- 「NHKおかあさんといっしょ ファミリーコンサート おまつりコンサートをすりかえろ!」2009年2月4日
- 「おかあさんといっしょ 最新ソングブック あっちこっちマーチ」2009年4月15日
- 「NHKおかあさんといっしょ ファミリーコンサート モノランモノランこんにちは!」2009年8月5日
- 「NHKおかあさんといっしょ ファミリーコンサート 星空のメリーゴーラウンド〜50周年記念コンサート〜」2010年2月3日
- 「おかあさんといっしょ 最新ソングブック ありがとうの花」2010年4月21日
- 「NHKおかあさんといっしょ スペシャルステージ 青空ワンダーランド」2010年6月2日
- 「NHKおかあさんといっしょ ファミリーコンサート モノランモノランとくもの木」2010年8月4日
- 「NHKおかあさんといっしょ ファミリーコンサート 森の音楽レストラン」2011年2月2日
- 「おかあさんといっしょ 最新ソングブック ドコノコノキノコ」2011年4月20日
- 「NHKおかあさんといっしょ スペシャルステージ おいでよ!夢の遊園地」2011年5月18日
- 「NHKおかあさんといっしょ ファミリーコンサート ぽていじまへようこそ!!」2011年8月3日
- 「おかあさんといっしょ ウィンタースペシャル みんなでパーティー!」2011年11月2日
- 「NHKおかあさんといっしょ スペシャルステージ みんないっしょに!ファンファンスマイル」2012年11月21日
- その他、「おかあさんといっしょ」関連ビデオ・DVDに多数出演。